# 칸지 (배우)
칸지(일본어: 冠仁, 1974년 12월 20일~ )는 일본의 배우로, 가나가와현 출신다.